# Oswald Haselrieder
Oswald Haselrieder (* 22. August 1971 in Völs, Südtirol) ist ein ehemaliger italienischer Rennrodler. Sein Doppelsitzerpartner war Gerhard Plankensteiner.

## Werdegang
Seit dem Jahr 1987 betreibt Haselrieder Rennrodelsport. Bei den Europameisterschaften 1996 in Sigulda belegten sie den zweiten Platz und im Team den dritten Platz. Bei den Weltmeisterschaften 1996 in Altenberg holten sie sowie im Doppelsitzer als auch im Team den dritten Platz und in der Weltcupgesamtwertung 1996/97 den zweiten Platz. Ein Jahr später bei den Weltmeisterschaften in Igls erreichten sie den fünften Platz, im Team den dritten Platz, und in der Weltcupgesamtwertung 1997/98 verschlechterten sie sich ein Platz nach hinten auf den dritten Platz. Bei den Olympischen Winterspielen 1998 in Nagano erreichten den sechsten Platz. Danach ging es mit den Platzierungen im Weltcup, Welt- und Europameisterschaften rauf und runter. Bei den Olympischen Winterspielen 2002 in Salt Lake City kamen sie nur auf den siebten Platz.
Er gewann gemeinsam mit seinem Partner Plankensteiner bei den Olympischen Winterspielen 2006 in Turin die Bronzemedaille. In der Saison 2008/09 konnte er und sein Partner zum ersten Mal den Challenge Cup gewinnen. Bei den Europameisterschaften 2008 auf ihrer Heimbahn in Cesana Pariol holte das Duo sowie im Doppelsitzer als auch im Team den dritten Platz. Bei den Olympischen Winterspielen 2010 im kanadischen Vancouver erreichten sie den neunten Platz. Im September 2010 hat Haselrieder seinen Rücktritt vom Leistungssport bekanntgegeben.

## Erfolge
National
| Italienische Meisterschaften | Italienische Meisterschaften | Italienische Meisterschaften | Italienische Meisterschaften |
| ---------------------------- | ---------------------------- | ---------------------------- | ---------------------------- |
| Silber                       | 1995 in Igls                 | Silber im Doppelsitzer       |                              |
| Silber                       | 1996 in La Plagne            | Silber im Doppelsitzer       |                              |
| Gold                         | 1997 in Nagano               | Gold im Doppelsitzer         |                              |
| Silber                       | 1998 in Igls                 | Silber im Doppelsitzer       |                              |
| Gold                         | 2000 in Igls                 | Gold im Doppelsitzer         |                              |
| Silber                       | 2001 in Igls                 | Silber im Doppelsitzer       |                              |
| Bronze                       | 2002 in La Plagne            | Bronze im Doppelsitzer       |                              |
| Gold                         | 2003 in Igls                 | Gold im Doppelsitzer         |                              |
| Gold                         | 2004 in Igls                 | Gold im Doppelsitzer         |                              |
| Silber                       | 2005 in Igls                 | Silber im Doppelsitzer       |                              |
| Silber                       | 2006 in Cesana Pariol        | Silber im Doppelsitzer       |                              |
| Silber                       | 2007 in Cesana Pariol        | Silber im Doppelsitzer       |                              |
| Silber                       | 2008 in Cesana Pariol        | Silber im Doppelsitzer       |                              |
| Silber                       | 2009 in Cesana Pariol        | Silber im Doppelsitzer       |                              |

Weltcupsiege
Doppelsitzer
| Nr. | Datum         | Ort            | Bahn                                |
| --- | ------------- | -------------- | ----------------------------------- |
| 1.  | 29. Jan. 1995 | St. Moritz     | Olympia Bob Run St. Moritz–Celerina |
| 2.  | 17. Feb. 1997 | Nagano         | Nagano City Bobsleigh and Luge Park |
| 3.  | 8. Dez. 2002  | Oberhof        | Rennrodelbahn Oberhof               |
| 4.  | 18. Feb. 2007 | Sigulda        | Rennrodel- und Bobbahn Sigulda      |
| 5.  | 30. Nov. 2008 | Innsbruck-Igls | Olympia Eiskanal Igls               |

- Doppelsitzer

| Saison    | Platz | Punkte |
| --------- | ----- | ------ |
| 1994/1995 | 5     | ?      |
| 1995/1996 | 4     | ?      |
| 1996/1997 | 2     | ?      |
| 1997/1998 | 3     | ?      |
| 1998/1999 | 7     | 311    |
| 1999/2000 | 5     | 330    |
| 2000/2001 | 6     | 451    |
| 2001/2002 | 7     | 342    |
| 2002/2003 | 6     | 364    |
| 2003/2004 | 5     | 447    |
| 2004/2005 | 7     | 371    |
| 2005/2006 | 7     | 397    |
| 2006/2007 | 3     | 589    |
| 2007/2008 | 6     | 424    |
| 2008/2009 | 5     | 504    |
| 2009/2010 | 6     | 336    |